# نیکولا اینودی
نیکولا اینودی (فرانسوی: Nicolas Inaudi‎؛ زادهٔ ۲۱ ژانویهٔ ۱۹۷۸ ‏(۴۷ سال)) دوچرخه‌سوار اهل فرانسه است.